# Strîbij, Cervonoarmiisk
Strîbij (în ucraineană Стрибіж) este localitatea de reședință a comunei Strîbij din raionul Cervonoarmiisk, regiunea Jîtomîr, Ucraina.

## Demografie
Componența lingvistică a localității Strîbij
     Ucraineană (98,62%)
     Rusă (1,38%)
Conform recensământului din 2001, majoritatea populației localității Strîbij era vorbitoare de ucraineană (98,62%), existând în minoritate și vorbitori de rusă (1,38%).